# モハンマドレザー・バーホナル

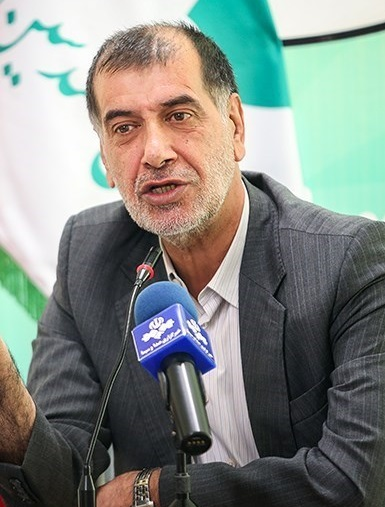
モハンマドレザー・バーホナル

モハンマドレザー・バーホナル（ペルシア語: محمدرضا باهنر、Mohammad-Reza Bahonar、1953年 -）は、イランの政治家。現イラン国会副議長。現公益判別会議（公益評議会）議員。イスラーム技術者協会（イスラーム・エンジニア協会とも）事務局長。ケルマーン出身。名前は「モハンマド・レザー」と分けて表記されることもある。
1984年国会議員に初当選、7期、8期、そして今期（9期）国会で副議長をつとめている。
第一副議長をつとめていた2005年11月には来日し麻生太郎外相と会談している。
2013年3月、同年6月のイラン大統領選挙への立候補を表明したが、出馬はしなかった。

## 人物
元首相で1981年に暗殺されたモハンマドジャヴァード・バーホナルは兄、アフマディーネジャード大統領の上級補佐官モジタバー・サマレ＝ハーシェミーは甥。